# 향청
향청(鄕廳)은 조선시대의 지방자치 기관이다. 향소(혹은 留鄕所)는 수령 다음가는 관아라 하여 이아(貳衙)라고 하며, 그 임원이 향임(鄕任·鄕正·監官)이다.

## 유래
고을의 수령은 외지 출신이었으므로 고을 사정을 속속들이 알기 어려웠기 때문에 한 곳에 오래 살면서 지역 사정에 밝은 아전들을 장악해서 다스렸다. 학식과 경제력을 가진 양반은 지방에서 현실정치의 동반자로 인정되었고 고을을 움직이는 유력 가문이나 양반들을 인정하여 수령을 돕도록 하였다.
향청은 성종 20년(1489년)에 설치되어 지방 관아의 수령을 보좌하는 일을 맡았다. 성종은 이전에 있었던 유향소의 폐해에 주목하여 이를 대신하는 향청을 세웠다. 향청의 장을 좌수(座首)라 하여 지방의 덕망 있는 자로 선임하였으며, 그 밑에 수명의 별감(別監)을 두었다 이 역시 6방을 나누어 좌수가 이(吏)·병방(兵房)을, 좌별감이 호(戶)·예방을, 우별감이 형(刑)·공방(工房)을 맡는 것이 통례였다. 별감은 수령에 대한 자문, 풍기 단속, 향리 규찰, 수령 임무의 보좌 등의 역할을 담당했다. 향임의 수에 따라 창감(倉監)·고감(庫監)이 붙기도 하였다.
향청이 공식적으로 관아의 기구로 편입되기 전에는 유향소라는 양반들의 회의기구가 있었는데, 고려 말부터 지방에 거주하는 전직 관원과 후손들이 정기적으로 회합하여 고을의 대소사를 논하였고 수령의 정치도 참견하였다. 이는 사심관제를 이어받은 것이었다.
향청의 청사는 대개 수령의 아문(衙門) 밖에 있었으며, 후기에는 이들이 권한을 남용하는 등 폐단이 드러났다.

## 향회와 향안
향회는 향안에 이름이 올라있는 향원들이 마을일을 논의하기 위해 정기적으로 가진 모임으로 장로, 향장, 유사와 같은 임원이 있었고, 우두머리인 좌수를 다수결로 선출하였다. 별감 이하는 좌수가 정하였다.  즉 향청은 향회의 통제를 받았다고 볼 수 있다. 좌수가 수령에 의하여 임명되지 않고 향회에서 선출되었으므로 향청이 수령에 예속된 것은 아니었다고 볼 수도 있다.  향회에서는 아전들을 단속하여 선악적이라는 아전들의 고과표를 두어 관리했고, 호장과 이방의 임명에 영향력을 행사했다.
향소가 권위를 가지기는 영남지방이었으며 특히 안동이 유명하여 중신의 역임자라도 맡는 풍습이 있었다. 안동에서는 호장, 이방, 형방이 아침마다 향청을 찾아와 좌수에게 업무를 보고하는 경우도 있었다.
양반사회가 붕괴하기 전에는 향안에 이름을 올릴 때 까다로운 심사가 있었다. 안동 근처의 정사성 향약에는 '사족이라도 서얼이거나 향리의 외손이거나 상민과 혼인한 자는 반드시 4~5대에 걸쳐 현달한 양반 가문과 통혼한 다음에야 향원이 될 수 있다'고 되어 있었다.  향안은 양반과 상민의 차별 근거가 되었기 때문에 난리가 나면 향소에 보관되어 있는 향안이 가장 먼저 공격대상이 되었다. 그러나 임진왜란 이후 이 향안이 소실되고 향안에 돈을 주고 이름을 올리는 등 신분제가 동요하기 시작하였다.

## 경재소
이와 아울러 대비되는 기관으로 수도 한성에 경재소(京在所) 혹은 경소가 있다.  경재소는 수도에 근무하는 고관들이 연고지의 일을 자문하는 기관으로 고관들은 친가나 외가 쪽으로 관계 깊은 두서너 개의 연고 고을을 맡아 그 곳의 관리 임명이나 부세 할당에 자문하였다. 경제소에서는 고을 향리를 감독하고, 관리 임명시에 신원을 조회해주었다. 또한 유향소 임원의 선출, 진상의 독촉, 경저리를 통한 통신의 일들을 수행하였다. 경재소의 우두머리는 당상이었고 임원으로 좌수와 별감이 있었다. 경비는 유향소에서 올려 보낸 것을 사용했는데, 고을 수령이나 감사가 바뀔 때 전별금이나 여비를 내었다. 수도에 있던 고위 관료들은 경재소를 통하여 고향에 있는 재산을 관리하고 식구의 안부를 들을 수 있었다. 중요한 일로는 노비를 관리하는 일이었는데 각 고을의 경재소끼리 연락하거나 부임하는 수령을 통하여 도망한 노비를 돌려보내거나 신공을 거두기를 부탁하는 '칭념'을 비공식적으로 하였다. 임진왜란 이후 17세기초 폐지되었으나 '경저'라는 이름의 지방과 수도를 잇는 연락소는 존속하였다.

## 향약
향약(鄕約)은 향소와 표리일체가 되어 자치적 기능을 발휘한 조직이다. 중국의 '여씨(呂氏)향약'으로 시작하여 조광조가 처음 이를 실시하였다. 다만 향약은 향소와 밀접한 관계이나 행정기구의 일부가 아니며 일종의 민간자치단체로서 구성·규칙이 지방마다 차이가 있었다.
그 목적은 덕업상권(德業相勸)·예속상교(禮俗相交)·과실상규(過失相規)·환난상휼(患難相恤) 등으로 상부상조와 미풍양속의 실현에 있었다. 따라서 조선의 향약은 향민의 일상생활 중 가장 긴급한 과실상규와 환난상휼에 관한 것에 치중하고 또 벌칙도 상세하게 되어 있어 심하면 고향에서 내쫓거나 치죄(治罪)하기까지 하였다. 향약은 현을 단위로 하는 것이 원칙이나 적용의 범위와 대상을 좁혀 동약(洞約) 혹은 동계 등으로 간략화, 발전한 것도 많다. 향약의 임원은 도약정(都約正)·부약정(副約正)·직월(直月)로 나눈다.

## 같이 보기
- 향리
- 향약